# Astragalus consanguineus
Astragalus consanguineus es una especie de planta del género Astragalus, de la familia de las leguminosas, orden Fabales.
Fue descrita científicamente por Bong. & C. A. Mey.